# Kom som du är (album)
Kom som du är är ett studioalbum utgivet av Stiftelsen 2015. Första singeln "Giftet" blev en stor hit med en politisk åsikt. Detta är Stiftelsens tredje platta. Med CD:n följer live-DVD:n 50 i Sundsvall.

## Låtlista
| Nr           | Titel                                            | Längd |
| ------------ | ------------------------------------------------ | ----- |
| 1.           | Bara brustna band                                | 5:07  |
| 2.           | Hon finns överallt                               | 3:09  |
| 3.           | Parasit                                          | 3:31  |
| 4.           | Nu har vi varann                                 | 4:32  |
| 5.           | Jag lovar (Svårmod, jalusi & kärlek vol. 1)      | 4:15  |
| 6.           | Giftet                                           | 3:13  |
| 7.           | Min egen ängel (Svårmod, jalusi & kärlek vol. 2) | 4:40  |
| 8.           | Kom som du är                                    | 3:40  |
| 9.           | Vår sommarnatt                                   | 6:03  |
| 10.          | Irené                                            | 4:00  |
| 11.          | Lilla mamma                                      | 3:33  |
| Total längd: | Total längd:                                     | 45:43 |

## Musiker
- Robert Pettersson - sång, gitarr
- Micke Eriksson - gitarr
- Arne Johansson - elbas
- Martin Källström - trummor

## Listplaceringar
| Lista (2015) | Topplacering |
| ------------ | ------------ |
| Sverige      | 2            |

### Fotnoter
1. ↑  ”Hör Stiftelsens politiska statement”. Gaffa. 24 oktober 2014. https://gaffa.se/nyheter/2014/oktober/hor-stiftelsens-politiska-statement/. Läst 20 januari 2016.
2. ↑  ”Kom som du är”. Swedishcharts. 27 februari 2015. http://www.swedishcharts.com/showitem.asp?interpret=Stiftelsen&titel=Kom+som+du+%E4r&cat=a. Läst 15 juni 2015.